# Kenneth Omeruo
Kenneth Josiah Omeruo (Kaduna, 17 de outubro de 1993) é um futebolista nigeriano que atua como lateral-direito. Atualmente joga pelo Kasımpaşa.

## Carreira
Foi revelado nas categorias de base do Standard de Liège, em 2006. Permaneceu até 2012, mas não chegou a ser prommovido ao time principal, uma vez que foi contratado pelo Chelsea no mesmo ano.
Entretanto, Omeruo não foi aproveitado em nenhuma partida dos Blues, ficando relegado ao time de reservas. Para dar mais ritmo de jogo ao defensor, o Chelsea o liberou por empréstimo ao ADO Den Haag, num período de 18 meses.

## Seleção
Desde 2009, Omeruo defende a Seleção Nigeriana, entre as categorias Sub-17 e Sub-20, estreando na equipe principal em 2013, sendo um dos 23 atletas convocados por Stephen Keshi para a Copa das Nações Africanas de 2013.

## Títulos
Nigéria
- Campeonato Africano das Nações: 2013